# ویلیام بیاندا
ویلیام براندون لودویک بیاندا (فرانسوی: William Ludovic Brandon Bianda‎؛ زادهٔ ۳۰ آوریل ۲۰۰۰) بازیکن فوتبال اهل فرانسه است که برای باشگاه رم بازی می‌کند.
از باشگاه‌هایی که در آن بازی کرده‌است می‌توان به لن و رم اشاره کرد.